# Johann Jakob Nüesch

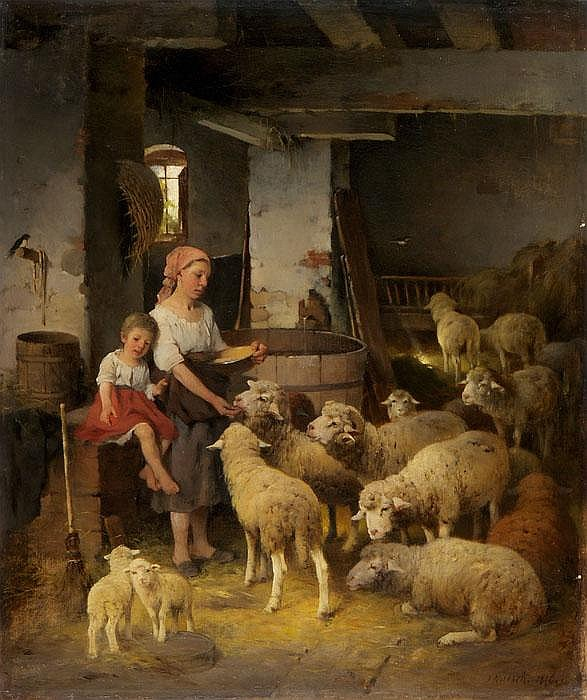
Beim Füttern der Schafe

Johann Jakob Nüesch (* 1. November 1845 in Balgach; † 19. Mai 1895 in St. Gallen) war ein Schweizer Genre- und Landschaftsmaler.
Nüesch wurde als Sohn eines Zimmermanns geboren. Er studierte ab dem 4. Mai 1868 in der Antikenklasse der Königlichen Akademie der Künste in München. Nach dem Studium war er als freischaffender Kunstmaler in St. Gallen tätig. 
Eine Sammlung seiner Werke befindet sich im Ortsmuseum Balgach.